# Automatisation de la ligne 4 du métro de Paris
Pour un article plus général, voir Ligne 4 du métro de Paris.

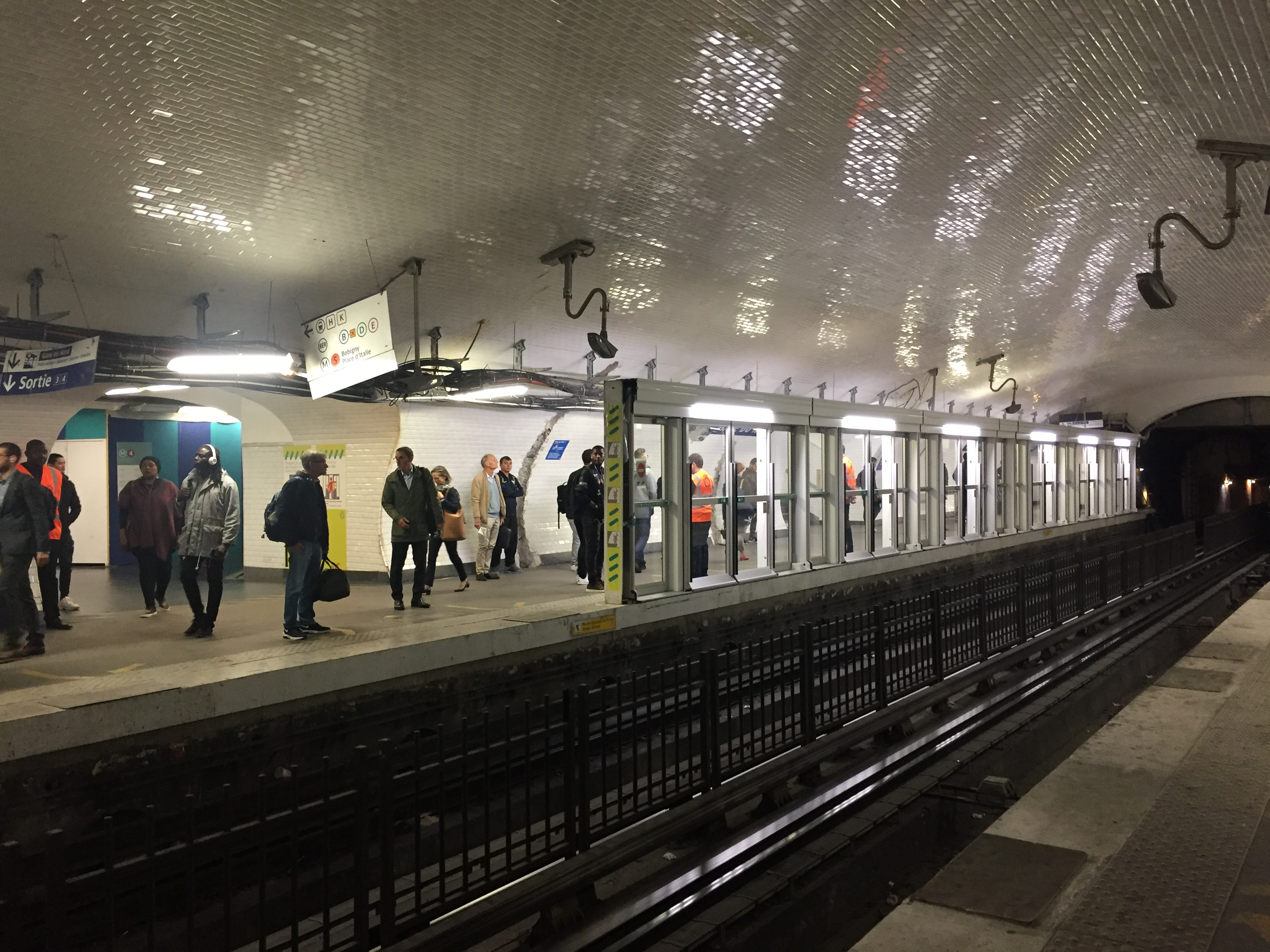
Installation de portes palières en octobre 2019 à la station
Gare du Nord.

L’automatisation de la ligne 4 du métro de Paris consiste à rendre la ligne intégralement automatique, c'est-à-dire sans conducteur. Décidée en 2013 par la Régie autonome des transports parisiens (RATP), cette automatisation fait suite à l'automatisation intégrale réussie de la ligne 1.

## Historique

### Chronologie
- Juin 2014 : convention de financement[1].
- Mi-2016 : début des travaux de renforcement et de rehaussement des quais[2].
- Juin 2018 : début de l'installation des portes palières[3].
- Septembre 2019 : arrivée des premières navettes automatiques.
- Mai 2020 : mise en service du nouveau poste de commande centralisé (PCC) de la ligne[4].
- Mars 2021 : fin de l'installation des portes palières[5].
- Juin à septembre 2022 : marche à blanc des navettes automatiques.
- 12 septembre 2022 : mise en service des quatre premières navettes automatiques[6].
- 15 décembre 2023 : retrait des dernières rames à conduite manuelle[7].

### Genèse
Après la mise en œuvre de l'automatisation intégrale de la ligne 1, achevée fin 2012, l’automatisation de la ligne 4 est mise à l’étude. Ce projet d’automatisation est confirmé le 2 avril 2013 par Pierre Mongin, président-directeur général de la RATP. Il annonce que celle-ci pourra être mise en œuvre à partir de 2017 lorsque les rames MP 89 et MP 05 automatiques de la ligne 14 pourront être transférées sur la ligne 4 ; la ligne 14 recevra alors un nouveau matériel de plus grande capacité, le MP 14, pour absorber l'augmentation de fréquentation qui accompagnera son extension dans le cadre du Grand Paris Express. L’amélioration de la régularité et de la sécurité apportée par l’automatisation sera atteinte, tout comme sur la ligne 1, avec l’installation de 1 062 portes palières, dans les 29 stations de la ligne. Les portes palières disposent d'un affichage du temps d'attente des deux prochaines rames et d'un éclairage renforçant les contrastes pour les personnes malvoyantes.
Compte tenu du bilan jugé positif de l'automatisation intégrale de la ligne 1, le 10 juillet 2013, le Syndicat des transports d'Île-de-France (STIF) autorise le lancement des études techniques dès 2013. L’automatisation de la ligne 4 est estimée à 256 millions d'euros, financés à hauteur de 100 millions d'euros par le STIF, le restant par la RATP, maître d’ouvrage de cette opération. Le début des travaux est annoncé pour 2014 avec un achèvement du programme à l'horizon 2022,. La convention de financement est adoptée par le STIF en juin 2014. Pour l'exploitation et l'automatisation de la ligne, la RATP choisit le système d'automatisation de l'exploitation des trains (SAET) de Siemens France, déjà installé sur les lignes 1 et 14.

### Travaux
Les travaux commencent en 2016 par le début de l'adaptation des stations. Les portes palières sont posées de juin 2018 à mars 2021. Le nouveau poste de commande centralisé (PCC) de la ligne est mis en service en mai 2020 à Porte de Clignancourt . En 2021, les prévisions indiquent une première circulation automatique à l'été 2022 pour une automatisation intégrale fin 2023,.

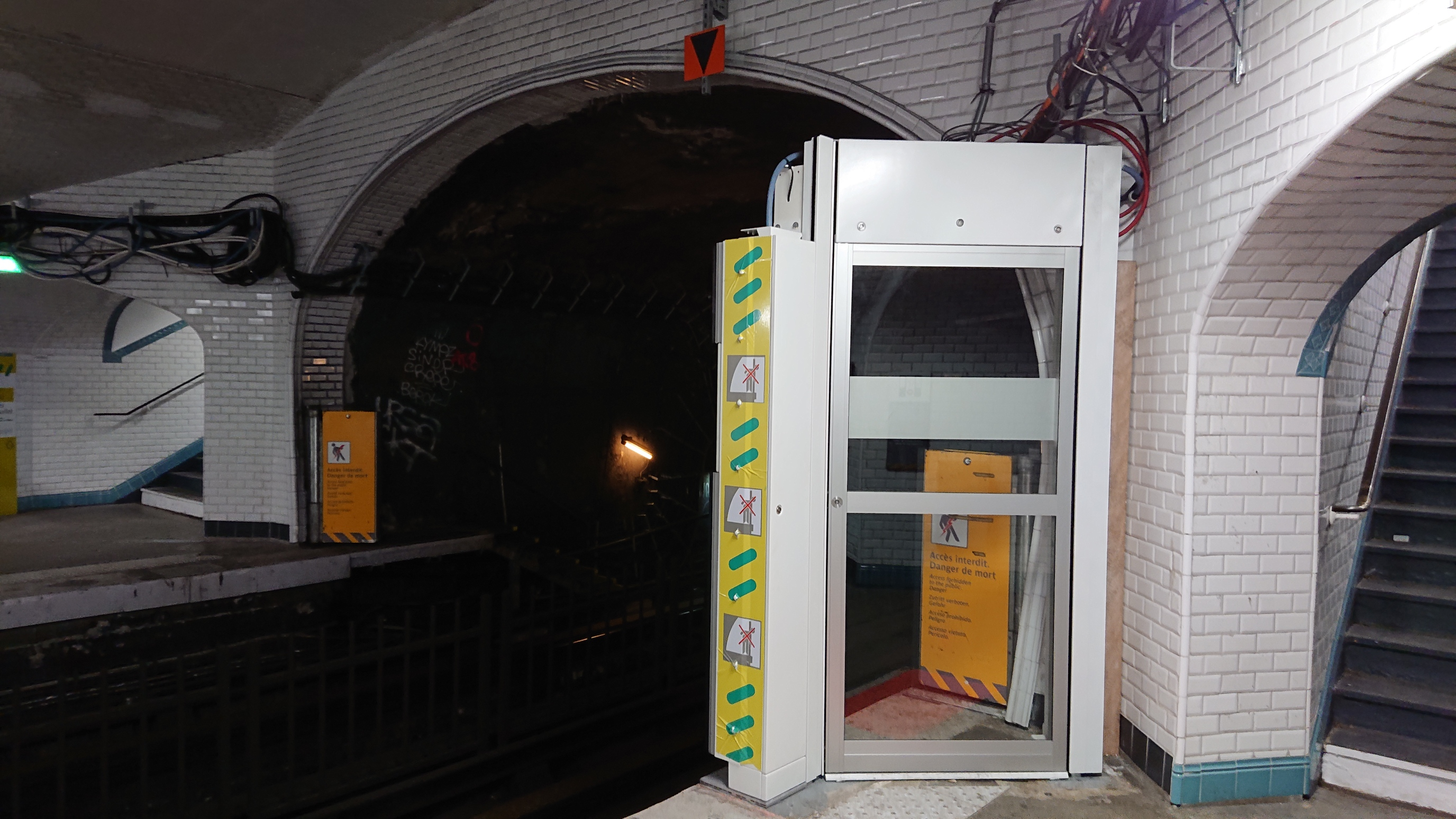
Installation de portes palières à la station Mouton-Duvernet, première station de la ligne à être équipée de ces portes.

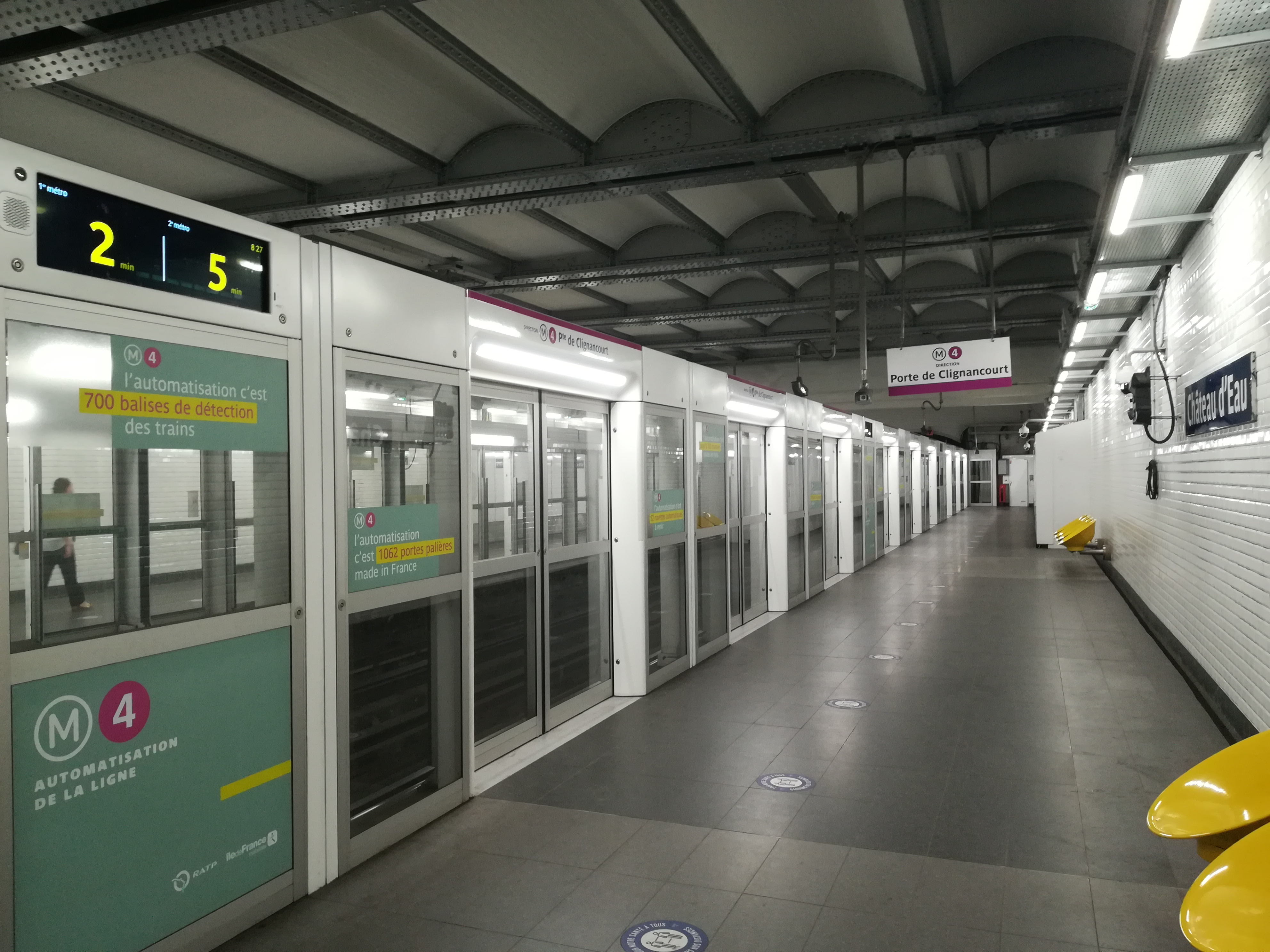
La station Château d'Eau à la suite de sa rénovation.

| Position | Station                  | Date d'installation          | Ordre d'installation |
| -------- | ------------------------ | ---------------------------- | -------------------- |
| 1        | Porte de Clignancourt    | Août - octobre 2020          | 22                   |
| 2        | Simplon                  | Mai - juin 2020              | 18                   |
| 3        | Marcadet - Poissonniers  | Janvier 2020                 | 14                   |
| 4        | Château Rouge            | Décembre 2018 - janvier 2019 | 4                    |
| 5        | Barbès - Rochechouart    | Janvier 2021                 | 26                   |
| 6        | Gare du Nord             | Septembre - octobre 2019     | 11                   |
| 7        | Gare de l'Est            | Mai - juillet 2020           | 19                   |
| 8        | Château d'Eau            | Mai - juillet 2019           | 7                    |
| 9        | Strasbourg - Saint-Denis | Février - mars 2020          | 16                   |
| 10       | Réaumur - Sébastopol     | Novembre - décembre 2019     | 13                   |
| 11       | Étienne Marcel           | Octobre - novembre 2019      | 12                   |
| 12       | Les Halles               | Janvier - février 2020       | 15                   |
| 13       | Châtelet                 | Novembre - décembre 2020     | 25                   |
| 14       | Cité                     | Octobre - novembre 2020      | 23                   |
| 15       | Saint-Michel             | Août - septembre 2020        | 21                   |
| 16       | Odéon                    | Juillet - août 2019          | 9                    |
| 17       | Saint-Germain-des-Prés   | Février - mai 2019           | 6                    |
| 18       | Saint-Sulpice            | Juin - juillet 2019          | 8                    |
| 19       | Saint-Placide            | Août - septembre 2019        | 10                   |
| 20       | Montparnasse - Bienvenüe | Mars 2019                    | 5                    |
| 21       | Vavin                    | Juillet - août 2020          | 20                   |
| 22       | Raspail                  | Septembre - octobre 2018     | 2                    |
| 23       | Denfert-Rochereau        | Octobre - novembre 2020      | 24                   |
| 24       | Mouton-Duvernet          | Juin - août 2018             | 1                    |
| 25       | Alésia                   | Octobre - novembre 2018      | 3                    |
| 26       | Porte d'Orléans          | Février - mars 2021          | 27                   |
| 27       | Mairie de Montrouge      | Mars - mai 2020              | 17                   |

#### Rénovation des stations

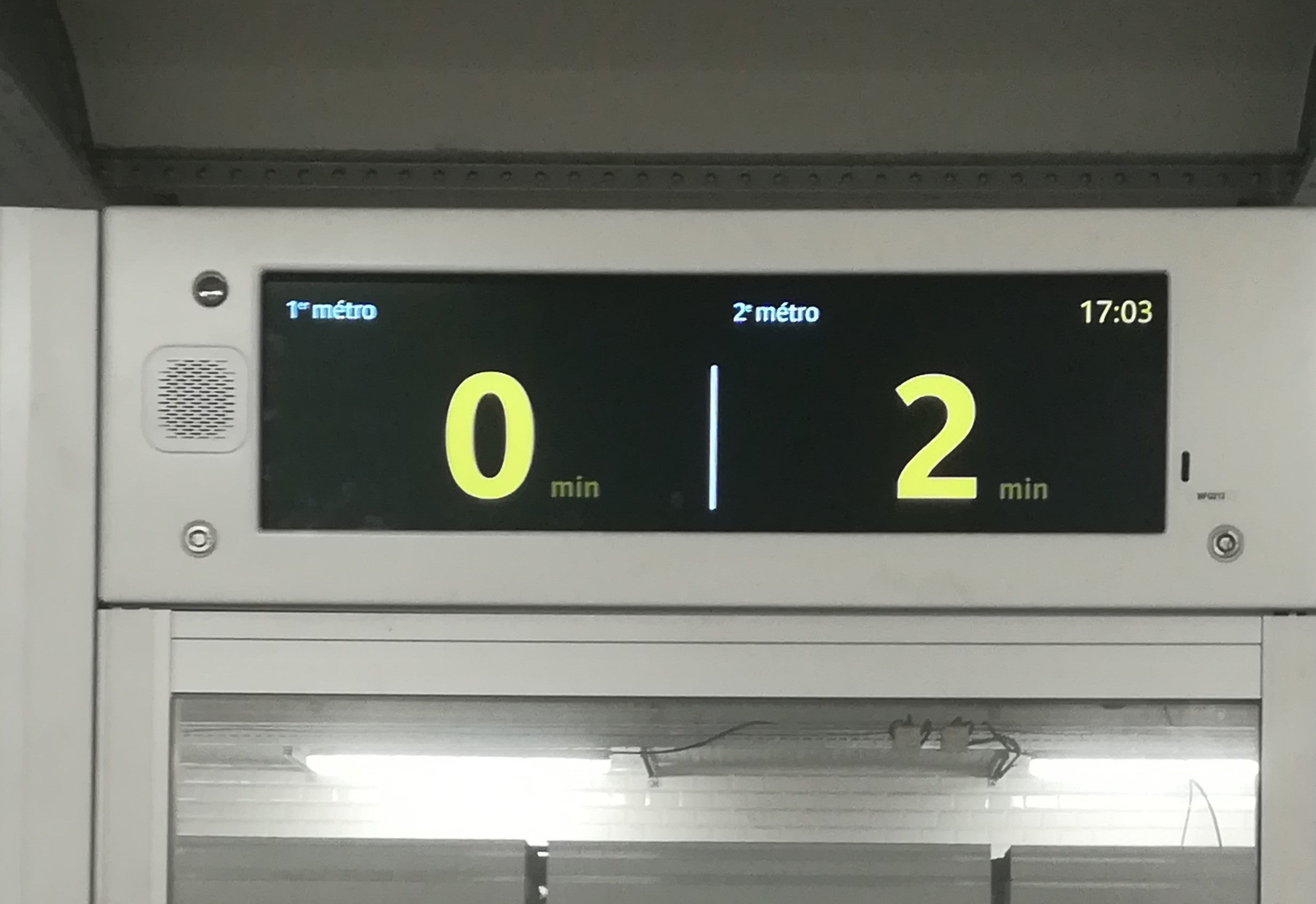
Un écran LCD SIEL remplaçant les anciens panneaux.

En plus de l'apport des portes palières sur les stations, la RATP profite de cette automatisation pour rénover l'ensemble des stations de la ligne 4. Ce nouvel agencement donne aux stations un style unique. Il se concrétise notamment par :
- un revêtement et un carrelage des sols modernisés[19] ;
- de nouveaux éclairages[19] ;
- des sièges Akiko[19] ;
- un renouvellement des panneaux SIEL d'information.

## Financement
Une convention sur le financement et les modalités de suivi de cette automatisation, d'un montant de 256 M€, votée par le Conseil du STIF le jeudi 5 juin 2014, prévoit une subvention du STIF d'un montant de 100 M€ (39 %), le solde, soit 156 M€ (61 %), étant pris en charge par la RATP.
Sur ce montant, 106 M€ serviront à l’installation des portes palières et au réaménagement des quais, tandis que 150 M€ serviront au déploiement du système automatique d’exploitation des trains proprement dit (y compris, notamment, le poste de commande et de contrôle centralisé (PCC) et les moyens audiovisuels (MAV) pour l’échange d’informations entre les voyageurs, le PCC et les rames).

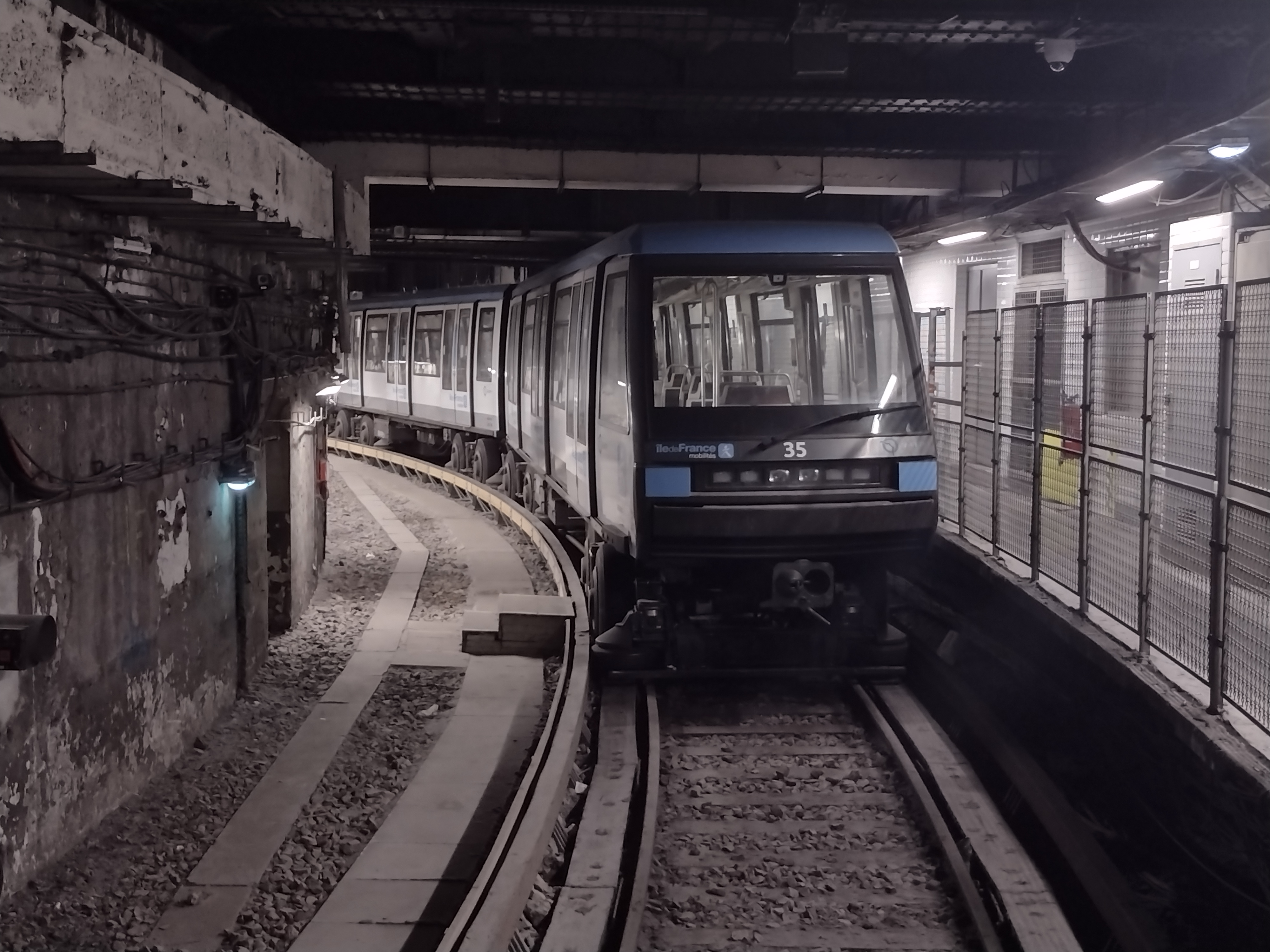
Un MP 05 dans la boucle de la station Porte d'Orléans. Il équipera la ligne 4 une fois celle-ci automatisée.

## Matériel roulant
Une fois automatisée, la ligne sera équipée d'un matériel mixte :
- 21 rames MP 89 CA (provenant de la ligne 14 et arrivant à mi-vie, ces rames pourront être rénovées à cette occasion) ;
- 11 rames MP 05, provenant de la ligne 14 ;
- 20 nouvelles rames MP 14 à six voitures.

Les rames MP89 CC de la ligne 4 seront transférées sur la ligne 6, avec retrait d'une voiture centrale, imposé par la longueur des quais de cette ligne. Le redéploiement des MP 89 CC sur la ligne 6 débute en janvier 2023,. Ces dernières quittent la ligne 4 le 15 décembre 2023.